# اينزو إسكوبار
اينزو إسكوبار (بالإسبانية: Enzo Escobar)‏ (10 نوفمبر 1951 في تشيلي - ) هو مدرب كرة قدم ولاعب كرة قدم تشيلي في مركز الدفاع، شارك في كأس العالم 1982. وشارك مع منتخب تشيلي لكرة القدم. أما مع النوادي، فقد لعب مع إيفرتون دي فينا ديل مار ويونيون إسبانيولا ونادي كوبريلوا.

## وصلات خارجية
- اينزو إسكوبار على موقع قاعدة بيانات كرة القدم.إي يو (الإنجليزية)
- اينزو إسكوبار على موقع ناشيونال فوتبول تيمز (الإنجليزية)
- اينزو إسكوبار على موقع عالم كرة القدم.نت (الإنجليزية)